# 野老誠

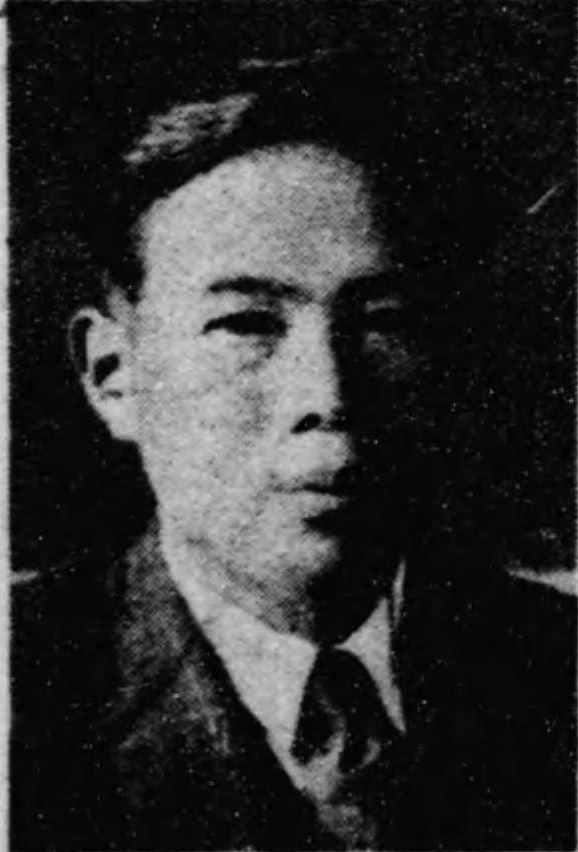
野老誠

野老 誠（ところ まこと、1904年（明治37年）5月1日 - 1971年（昭和46年）8月9日）は、大正末から昭和期の教育者、政治家。衆議院議員、日本PTA全国協議会会長。旧姓・板倉。

## 経歴
千葉県出身。1925年（大正14年）4月、千葉県山武郡公平尋常高等小学校から始めて県下の小学校訓導を歴任。1938年（昭和13年）3月、東京高等師範学校研究科を卒業した。
千葉県東葛飾郡柏尋常高等小学校長、兼柏青年学校長に就任。1942年（昭和17年）4月、千葉県視学に転じ、1945年（昭和20年）2月、千葉市寒川国民学校長に就任した。
1947年（昭和22年）4月の第23回衆議院議員総選挙に千葉県第3区から無所属で出馬して当選し、その後労働者農民党に所属して衆議院議員に1期在任した。以後、1955年（昭和30年）2月の第27回総選挙まで連続4回立候補したが、いずれも落選した。
その後、千葉県社会教育委員、東金市社会教育委員などを経て、1969年（昭和44年）8月、日本PTA全国協議会会長代行に就任し、1970年（昭和45年）4月に同会長に就任した。

## 著作
- 『親と子のしあわせ : PTAの新しい進路』武蔵書房、1962年。